# Wŏnch'ŭk
Wŏnch'ŭk (ur. 613, zm. 25 sierpnia 696; chiń. 圓測 Yuance, tyb. Wen. tshegs) – koreański mnich buddyjski. Wczesny tłumacz i propagator buddyzmu, szczególnie szkoły buddyjskiej faxiang czyli jogaczary.

## Biografia i nauki
Urodził się w królewskiej rodzinie w Moryangri w Kyŏngju. W wieku 6 lat został mnichem. Gdy miał 9 lat udał się do Chin. Początkowo przebywał w klasztorze Yuanfa w Chang’anie studiując zarówno mahajanę jak i hinajanę. Znał doskonale 6 języków, w tym sanskryt. W Chinach był uczniem Fachanga (597–645) i Sengbiana (568–642). Co ważniejsze, po powrocie Xuanzanga (600–664) z Indii w 645 r. współpracował z nim, biorąc udział w serii tłumaczeń dokonywanych pod kierunkiem Xuanzanga. Mimo tego, że przedstawiał najwyższy z możliwych poziom opanowania doktryny buddyjskiej, musiał pracować w atmosferze uprzedzeń, które Chińczycy przejawiali w stosunku do obcokrajowców. 
Wŏnch'ŭk nie mógł powrócić do ojczyzny, został więc w Chinach do końca życia i w wielkim stopniu przyczynił się do rozwoju szkoły "tylko umysł" czyli Widźniaptimatraty, zwanej w Chinach faxiang (fa = dharmy, xian = opis charakterystyka, cechy, aspekty), a w Korei pŏpsang. Jeszcze inną nazwą tej szkoły była jogaczara.
Mimo uprzedzeń ze strony Chińczyków, wielu uczniów i współpracowników Xuanzanga przeszło do szkoły Wŏnch'ŭka. Mistrz ze swoimi uczniami przebywał w klasztorze Ximing w Chang’anie i od nazwy klasztoru jego szkoła przyjęła nazwę. Z powodu jego zdolności językowych spotkał się i współpracował z wieloma cudzoziemskimi mnichami. Jednym z nich był mnicha Diwakara (skr. Divākara), który w 680 r. przybył do Chang’anu z wieloma nowymi tekstami buddyjskimi. Cesarz Gaozong (pan. 650-683) wyznaczył Wŏnch'ŭka na kierownika biura tłumaczeń, które zajęło się pracą translatorską nad tekstami przyniesionymi przed Diwakarę. To biuro przetłumaczyło osiemnaście różnych tekstów w 34 tomach. Były wśród nich takie teksty jak Ghanawjuha sutra (skr. Ghanavyūha-sūtra) czy Widjanirdeśa-śastra (skr. Vidyanirdeśa-śāstra). Był także asystentem Bodhiruciego w tłumaczeniu Ratnamegha-sūtry, które zostało ukończony w 693 r. 
Był tak ceniony przez cesarzową Wu Zetian, że odrzucała ona wszystkie prośby króla Silli o powrót mnicha do królestwa. Później cesarzowa posłała go do klasztoru Fuxian w Luoyangu, jednak z powodu prowadzonych w nim prac budowlanych od 693 r. został przeniesiony 7 grudnia 695 do klasztoru Foshouji.
Cieszył się takim szacunkiem z powodu swoich wykładów na temat tekstów Yogācārabhūmi, Vijňaptimātrasiddhi i Sandhinirmocana sūtra, że w klasztorze Xingjiao w Xi’anie postawiono poświęconą mu stupę, która stanęła obok stup Xuanzanga i Kuijiego.
Przeciwnie niż Kuiji (632–682), który rozwijał poglądy Dharmapali, Wŏnch'ŭk rozwijał idee Sthiramatiego. Łączył on także harmonijnie interpretację widźniaptimatry  z ideami Jednego Pojazdu wyrażonymi w Sutrze Awatamsace (kor. Hwaŏm kyŏng). Był to charakterystyczny rys wszystkich koreańskich mnichów
Jego 10-tomowe dzieło Haesimmilgyŏng so (Komentarz do Sandhinirmocana sūtra) zostało zabrane do Dunhuangu przez Tanguanga i przetłumaczone na język tybetański przez Chos.gruba. Dzięki temu tłumaczeniu jego poglądy były studiowane w Azji Środkowej. Chińskiemu tłumaczeniu dzieła brakuje pierwszej części 3 tomu oraz całego tomu 10.
Pod koniec życia zaangażował się także w pracę nad tłumaczeniem Sutry Awatamsaki, przyniesionej do Chin przez Śikszanandę. Niestety w trakcie pracy zmarł w klasztorze Foshouji 25 sierpnia 696 r. 
Ciało mistrza zostało skremowane w klasztorze Xiangshan, w dolinie na północ od góry Longmen, a relikwie zostały ukryte w stupie w białej stupie wybudowanej dla niego. Później zostały one w części przeniesione przez głównego mnicha klasztoru Ximing w Chang’anie Zishana i Sŭngjanga (koreańskiego mnicha, będącego głównym nauczycielem w klasztorze Dajianfu) do specjalnej stupy w klasztorze Fengde na górze Zhongnan. Wszystkie te miejsca były związane z mistrzem, jednak były bardzo trudno dostępne, więc w 1114 r. mnich Guangyue z klasztoru Longxing przeniósł część relikwii do nowej stupy w klasztorze Xingjiao w pobliżu Chang’anu. W tym klasztorze znajdowały się już stupy Xuanzanga i Kuijiego. To, że jego stupa znajduje się w tym samym miejscu, co stupy tych dwu słynnych chińskich mnichów, świadczy o szacunku jakim się cieszył. 
Jego nauki kontynuowali dwaj najwybitniejsi uczniowie: Tojŭng i Sŭngjang – w ramach szkoły ximing. Jego nauki zostały przeniesione do Korei przez Taehyŏna i Kyŏnghŏnga.

## Dzieła
W ciągu swojego życia napisał 23 dzieła w 108 tomach. Najważniejszym z nich był zapewne Sŏngyusignon so. Niestety praca ta nie przetrwała do naszych czasów.  
T = Taishō shinshū daizōkyō
H = Han'guk pulgyo chōnsō
- Panya paramilda simgyŏng ch'an (1 tom) (Esej o Sutrze Serca) T 1711; H 1
- Inwanggyŏng so (6 tomów) (Komentarz do Sutry Dobroczynnego Króla) T 1708; H 1
- Haesimmilgyŏng so (10 tomów) (Komentarz do Sandhinirmocana sūtra) H 1
- Sŏngyusignon so (Komentarz do Vijñaptimātratāsiddhi śāstra)
- Muryangŭigyŏng so (Komentarz do Anantanirdeśa)
- Kwansoyŏnnon so (Komentarz do Ālambanaparīkṣā)

## Szkoła ximing
- Wŏnch'ŭk (613-696)
  - Tojŭng - powrócił do Silli w 692 r.
  - Sŭngjang - powrócił do Silli
  - T'aehyŏn - powrócił do Silli
    - Hoeam
    - Un'gwŏn
    - Kuam